# بيتر تسيغلر
بيتر تسيغلر هو جيولوجي سويسري، ولد في 2 نوفمبر 1928 في فينترتور في سويسرا، وتوفي في 19 يوليو 2013 في Binningen, Switzerland ‏ في سويسرا.